# Cieśnina Mindoro

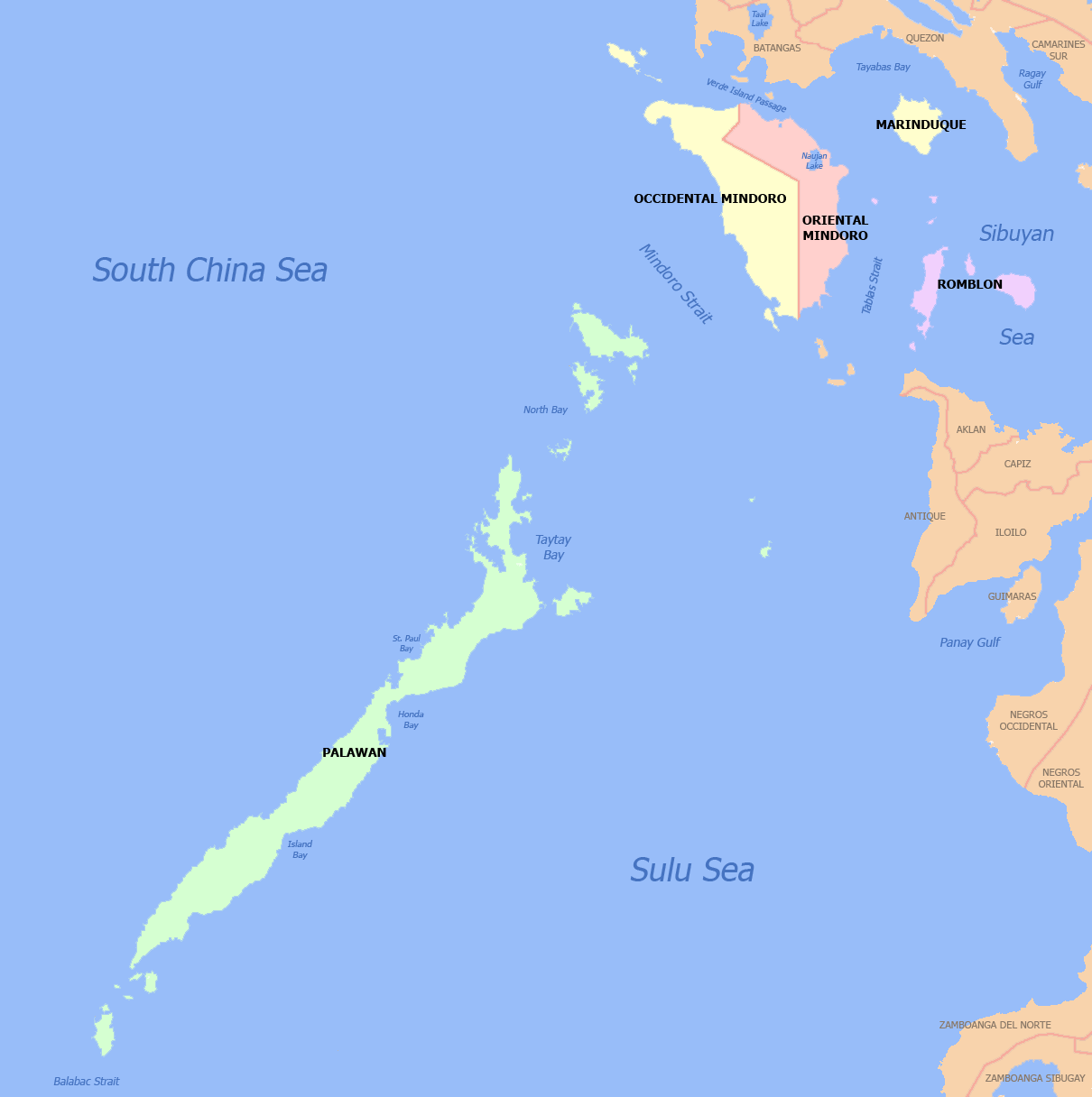
Cieśnina Mindoro (Mindoro Strait) w północnej części mapy

Cieśnina Mindoro (ang. Mindoro Strait) – cieśnina na Filipinach; łączy Morze Południowochińskie na północnym zachodzie z morzem Sulu pomiędzy wyspą Busuanga na południowym zachodzie a wyspą Mindoro na północnym wschodzie.
Dla statków klasy wyższej od klasy Malaccamax, które mogą przepłynąć przez cieśninę Malakka, cieśnina Mindoro jest częścią szlaku wodnego dla statków płynących z oceanu Indyjskiego ku Pacyfikowi.